# Tatuaje ocular

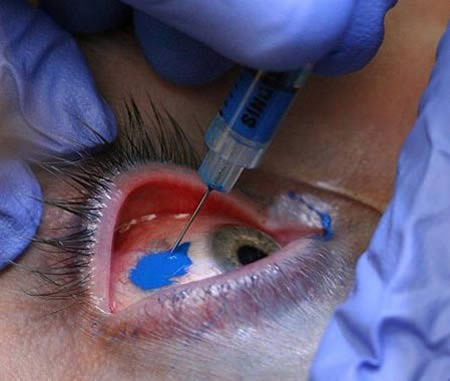
Tatuaje ocular en proceso.

El tatuaje ocular, también llamado corneal o queratopigmentacion, es un tatuaje que se realiza en la parte esclerótica o la córnea del ojo. Las razones de esta práctica incluyen la mejora de la apariencia estética y de la vista. Existen varios métodos y procedimientos para el tatuaje ocular, y hay diferentes opiniones sobre la seguridad o el éxito de esta práctica. Se le considera una modificación corporal extrema.
De acuerdo con los casos indexados, la intervención es realizada exclusivamente en los ojos, ya sea por accidente, enfermedad o deterioro, y cuya visión ha disminuido considerablemente. En muchos casos mejora el aspecto externo del iris y la pupila y, posiblemente, la estética del ojo.
Por ejemplo, las indicaciones médicas sobre este procedimiento sugieren que se practique en personas albinas por la falta de pigmentación o melanina, minimizando el riesgo de cáncer ocular. En otras que padecen de aniridia, coloboma, queratocono, leucoma corneal por cicatrices blanquecinas o de otro color, cuando existe problemas con la visión u otros relacionados directamente con los ojos y la vista.

## Historia
El tatuaje corneal se ha practicado por casi 2000 años, en la era cristiana (Anno Domini) y fue mencionado por el médico griego Galeno. Aunque anteriormente no era tan común como otros tatuajes, se cree que los métodos han evolucionado a lo largo de la historia.

### Práctica antigua
Galeno de Pérgamo, un médico griego y filósofo, describió por primera vez el tatuaje corneal en el año 150 DC, y el mismo procedimiento fue descrito por Aecio de Amida en el 450 DC, como un intento de encubrir algunos problemas de opacidad en los ojos. En aquella época los médicos tendrían que cauterizar la superficie de la córnea y después se aplicaba el tinte para el ojo usando variedad de colorantes, tales como la tinta ferrogálica (una especie de tinta de corteza elaborado a partir de sales de hierro y ácidos) o tinta de corteza mezclado con sal y cobre. Esto manchaba literalmente la córnea, dando como resultado una apariencia cosmética diferente. Otras fuentes han mencionado que Galeno podría haber utilizado sulfato de cobre. Este procedimiento probablemente solo se utilizó en aquellos pacientes con un leucoma corneal.

## Avances
Nuevos avances en la tecnología han disminuido la práctica real de los tatuajes oculares en los últimos años. En cambio, algunos métodos se utilizan para disimular las cicatrices de la córnea: injerto corneal, técnicas de queratoplastia y las lentes de contacto de colores. Además, los avances en la tecnología han disminuido la probabilidad de desarrollar una densa leucoma corneal, tales como quimioterapias, antibióticos, entre otros. A pesar de estos avances, la popularidad de los tatuajes de la córnea han disminuido, aunque también se cree que son el punto de partida para aumentarla en el futuro. Más recientemente, Jorge Alió describió una técnica que combina la queratopigmentación y el uso de un láser de femtosegundo en el tratamiento de la atrofia esencial del iris. Esta técnica fue utilizada por primera vez con fines puramente cosméticos en ojos sanos por Francis Ferrari